# Bernard Moss
Bernard Moss (* 26. Juli 1937) ist ein US-amerikanischer Virologe, Biochemiker und Molekularbiologe am National Institute of Allergy and Infectious Diseases (NIAID).

## Leben
Moss erwarb 1957 an der New York University einen Bachelor in Biologie und 1961 an der New York University School of Medicine einen M.D. als Abschluss des Medizinstudiums. Anschließend arbeitete er als Assistenzarzt am Children’s Hospital Medical Center in Boston. Am Massachusetts Institute of Technology (MIT) in Cambridge, Massachusetts, erwarb er einen Ph.D. in Biochemie, bevor er sich der Virologie zuwandte und 1966 an das National Institute of Allergy and Infectious Diseases (NIAID), einer Einrichtung der National Institutes of Health (NIH) in Bethesda, Maryland, wechselte. Dort wurde er 1972 Leiter einer Arbeitsgruppe und 1984 Leiter der neu eingerichteten Abteilung für Viruserkrankungen. Heute (Stand 2012) leitet er zusätzlich die Abteilung für Gentechnik.
Moss hat zusätzlich Professuren (Adjunct Professor) an der George Washington University in Washington, D.C. und der University of Maryland, College Park.

## Wirken
Er konnte zahlreiche Enzyme aus den Partikeln von Orthopoxvirus vaccinia – dem Erreger der Kuhpocken – sowie Modified-Vaccinia-Ankara-Virus isolieren und charakterisieren, sowie verschiedene Gene dieser Viren identifizieren und ihre Promotoren sequenzieren. Moss gehört zu den Entdeckern des Capping der mRNA. Außerdem entwickelte er die erste Methode, fremde virale DNA in einem viralen Vektor zu benutzen, insbesondere für klinisch wichtige Antigene.
Moss gehört zu den Herausgebern von Virology und ist Mitglied der Herausgebergremien von Journal of Virology, AIDS Research and Human Retroviruses, Current Opinion in Biotechnology, Advances in Virus Research und der NIH-Zeitschrift Catalyst. Er war von 1994 bis 1995 Präsident der American Society for Virology.

## Auszeichnungen (Auswahl)
- 1987 Mitglied der National Academy of Sciences
- 1989 Dickson Prize in Medicine[3]
- 1994/1995 Präsident der American Society for Virology[4]
- 2000 Bristol-Myers Squibb Award for Distinguished Achievement in Infectious Disease Research[5]